# Camellia cattienensis
Camellia cattienensis är en tvåhjärtbladig växtart som beskrevs av Orel. Camellia cattienensis ingår i släktet Camellia och familjen Theaceae. Inga underarter finns listade i Catalogue of Life.